# كريس رودس
كريس رودس (بالإنجليزية: Chris Rhodes)‏، فنان وعازف مترددة أمركي من مدينة نيو هيفن، اشتهر بالعزف مع العديد من فرق سكا البارزة.